# Кабанова, Татьяна Ивановна
Татьяна Ивановна Каба́нова — российская певица и актриса, исполнительница «русского шансона», песен Вертинского, а также классического французского шансона. Обладает узнаваемым грассирующим хрипловатым тембром, за что поклонники её таланта называют певицу «русской Эдит Пиаф».
Родилась 12 марта 1957 года в Петропавловске-Камчатском. Училась в Театральном училище при Ярославском Академическом театре по специальности «актриса сцены».
Работала в «Молодёжном театре на Фонтанке», «Приют комедианта», Театре Эстрады. Недолгое время была ведущей телепередачи «Музыкальные новости» на петербургском ТВ.
Принимала участие в записи альбома Александра Розенбаума «Транссибирская магистраль».
Актриса контрактной труппы Санкт-Петербургского театра «Русская антреприза» имени Андрея Миронова.

## Спектакли и сценические работы«Изадора, адью!» (совместно с Вячеславом Бамбушеком)
- моноспектакль «Памяти Вертинского» (Театр им. Андрея Миронова) режиссёр-постановщик Рудольф Фурманов (Давидыч)
- музыкальный спектакль «сердце народа от Парижа до Санкт-Петербурга» (по приглашению Швейцарского театра, гастроли по европейским странам)
- музыкальный спектакль «Мадам Бомжа»
- «Шарлотта» по поэме Жана Ректюса (совместно с Клодом Вербье)
- Ангел-хранитель, альтер эго Автора — в спектакле «Ах, какая это была удивительная игра!» (в театре «Русская антреприза»)[3]
- Кора-Энн Милтон, жена Колдуна — в спектакле «Колдун» Эдгара Уоллеса (в театре «Русская антреприза»)
- Няня — в спектакле «Обломов» (в театре «Русская антреприза»)

## Фильмография
- 1991 — «Лапа» — Катя
- 1991 — «Чекист»
- 2000 — «Империя под ударом» — дама в поезде
- 2000 — «Менты-3» серия «Необоснованное применение» — Латанина
- 2001 — «Ниро Вульф и Арчи Гудвин» — Адель Босли, серия «Летающий пистолет»
- 2001 — «Русская красавица» — Полина
- 2001 — «Тайны следствия» — Юлия Евгеньевна Архангельская, жена профессора
- 2005—2006 — «Октябрь 1917. Почему большевики взяли власть» — певица в кабаре
- 2018 — «Жизнь после Жизни» — Лена Нечаева

## Дискография
- 1985 — Блатные истории
- 1996 — Романсы в сопровождении двух гитар (запись у С. Маклакова)
- 1998 — Песни Александра Вертинского
- 2003 — С одесского кичмана
- 2005 — Из классики шансона и не только (CD и DVD)
- 2006 — Белое танго
- 2007 — Белое танго (DVD)

## Награды и премии
- 2006 год — Лауреат конкурса «Шансон года»